# Championnat du Pérou de football 1994
Navigation
Saison précédente Saison suivante
La saison 1994 du Championnat du Pérou de football est la soixante-sixième édition du championnat de première division au Pérou. La compétition regroupe les seize meilleures équipes du pays.
La saison se déroule en trois phases :
- Phase régulière : les seize équipes sont regroupés au sein d'une poule unique où elles s'affrontent deux fois au cours de la saison. Les clubs classés entre la 3e et la 8e place se qualifient pour la pré-Liguilla tandis que les deux derniers sont relégués et remplacés par les deux meilleures équipes de Segunda División.
- pré-Liguilla : les six clubs qualifiés s'affrontent en matchs aller-retour pour déterminer les trois clubs qui rejoignent le 2e du championnat en Liguilla.
- Liguilla : les quatre clubs qualifiés se rencontrent une seule fois. Le premier obtient son billet pour la prochaine édition de la Copa Libertadores.

C'est le club du Sporting Cristal qui remporte la compétition après avoir terminé en tête du classement, avec neuf points d'avance sur le double tenant du titre, Universitario de Deportes et onze sur l'Alianza Lima. C'est le 11e titre de champion du Pérou de l'histoire du club.

## Les clubs participants
| - Alianza Lima - Sport Boys - Cienciano del Cusco - Universitario de Deportes - Unión Minas - Club Centro Deportivo Municipal - Alianza Atlético - FBC Melgar | - San Agustín - Carlos A. Mannucci - Sporting Cristal - Aurich-Cañaña - Promu de Segunda División - Defensor Lima - Deportivo Sipesa - León de Huánuco - Ciclista Lima - Promu de Segunda División |

## Compétition
Le barème utilisé pour établir les différents classements est le suivant :
- Victoire : 2 points
- Match nul : 1 point
- Défaite, forfait ou abandon : 0 point

### Phase régulière
| Rang | Équipe                          | Pts | J  | G  | N | P  | Bp | Bc | Diff |
| ---- | ------------------------------- | --- | -- | -- | - | -- | -- | -- | ---- |
| 1    | Sporting Cristal                | 51  | 30 | 24 | 3 | 3  | 86 | 19 | +67  |
| 2    | Universitario de DeportesT      | 42  | 30 | 19 | 4 | 7  | 43 | 20 | +23  |
| 3    | Alianza Lima                    | 40  | 30 | 16 | 8 | 6  | 56 | 29 | +27  |
| 4    | León de Huánuco                 | 38  | 30 | 17 | 4 | 9  | 43 | 36 | +7   |
| 5    | Deportivo Sipesa                | 33  | 30 | 12 | 9 | 9  | 38 | 30 | +8   |
| 6    | Club Centro Deportivo Municipal | 32  | 30 | 13 | 6 | 11 | 40 | 37 | +3   |
| 7    | Ciclista LimaP                  | 32  | 30 | 13 | 6 | 11 | 54 | 54 | 0    |
| 8    | FBC Melgar                      | 31  | 30 | 12 | 7 | 11 | 41 | 42 | -1   |
| 9    | Aurich–CañañaP                  | 30  | 30 | 12 | 6 | 12 | 36 | 36 | 0    |
| 10   | Unión Minas                     | 28  | 30 | 10 | 8 | 12 | 32 | 42 | -10  |
| 11   | Sport Boys                      | 24  | 30 | 11 | 2 | 17 | 34 | 43 | -9   |
| 12   | San Agustín                     | 24  | 30 | 8  | 8 | 14 | 36 | 48 | -12  |
| 13   | Cienciano del Cusco             | 21  | 30 | 7  | 7 | 16 | 23 | 41 | -18  |
| 14   | Alianza Atlético                | 21  | 30 | 8  | 5 | 17 | 38 | 59 | -21  |
| 15   | Carlos A. Mannucci              | 20  | 30 | 6  | 8 | 16 | 24 | 45 | -21  |
| 16   | Defensor Lima                   | 13  | 30 | 2  | 9 | 19 | 25 | 68 | -43  |

|  | Qualification pour la Copa Libertadores 1995      |
|  | Qualification directe pour la Liguilla            |
|  | Qualification pour la pré-Liguilla                |
|  | Relégation en Segunda División                    |
|  | T : Tenant du titre P : Promu de Segunda División |

### Pré-Liguilla
| Équipe 1         | Résultat | Équipe 2                        | Aller | Retour |
| ---------------- | -------- | ------------------------------- | ----- | ------ |
| FBC Melgar       | 1 - 2    | Alianza Lima                    | 1 - 0 | 0 - 2  |
| Deportivo Sipesa | 2 - 2    | Club Centro Deportivo Municipal | 1 - 1 | 1 - 1  |
| León de Huánuco  | 2e - 2   | Ciclista Lima                   | 0 - 0 | 2 - 2  |

- Deportivo Sipesa se qualifie car il a terminé devant le Club Centro Deportivo Municipal lors de la phase régulière.

### Liguilla
| Rang | Équipe                        | Pts | J | G | N | P | Bp | Bc | Diff |  | Résultats (▼ dom., ► ext.)    | Alia | DeSi | Huan | Univ |
| ---- | ----------------------------- | --- | - | - | - | - | -- | -- | ---- |  | ----------------------------- | ---- | ---- | ---- | ---- |
| 1    | Alianza Lima                  | 5   | 3 | 2 | 1 | 0 | 5  | 2  | +3   |  | Alianza Lima                  |      | 0-0  | 3-1  | 2-1  |
| 2    | Deportivo Sipesa              | 4   | 3 | 1 | 2 | 0 | 4  | 3  | +1   |  | Deportivo Sipesa              |      |      |      |      |
| 3    | León de Huánuco               | 2   | 3 | 1 | 0 | 2 | 6  | 8  | -2   |  | León de Huánuco               |      | 2-3  |      |      |
| 4    | Universitario de DeportesT +1 | 2   | 3 | 0 | 1 | 2 | 4  | 6  | -2   |  | Universitario de DeportesT +1 |      | 1-1  | 2-3  |      |

|  | Qualification pour la Copa Libertadores 1995 |

## Bilan de la saison
| Championnat du Pérou de football 1994 |                              |
| Champion                              | Sporting Cristal (11e titre) |
| Qualifications continentales          |                              |
| Copa Libertadores 1995                | Sporting Cristal             |
| Copa Libertadores 1995                | Alianza Lima                 |
| Copa CONMEBOL 1995                    | Ciclista Lima                |
| Promotions et relégations             |                              |
| Promus en Primera División            | Unión Huaral                 |
| Promus en Primera División            | Atlético Torino              |
| Relégués en Segunda División          | Carlos A.Mannucci            |
| Relégués en Segunda División          | Defensor Lima                |